# 塞尔维亚-克罗地亚语
塞爾維亞-克羅埃西亞語，也称塞克語，是通行在東南歐巴爾幹半島前南斯拉夫諸國的語言。現由於政治因素，該語言在不同的國家擁有不同的名稱，但是使用者依然可以自由交谈。

## 文法
主条目：塞爾維亞-克羅地亞語語法
塞爾維亞-克羅埃西亞語同俄語等其他大多數斯拉夫語言一樣，屬於高度屈折語，有著非常豐富的詞形變化。
塞-克語的名詞有3個文法性別：陽性、陰性和中性。名詞的文法性別通常可以通過字尾來判斷，判斷的法則跟其他斯拉夫語言類似：以子音結尾的名字多數為陽性、以母音a結尾的名詞多數為陰性、以母音e或o結尾的名詞為中性。除了文法的性別外，名詞還分單數跟複數兩種形式。名詞有主格、屬格（所有格）、與格、直接受格、呼格、位置格和工具格等7個格。
塞-克語的形容詞跟名詞一樣，也有三個文法性別、七個格以及單、複數形。在文句中，形容詞必須在文法性別、格以及數的形式上同被修飾的名詞保持一致。
塞-克語的動詞有過去式、現在式、未來式、精確未來式、不定過去式、不定未完成式和过去完成式七個時式，三種語氣：敘實法、祈使法和條件法。跟其他斯拉夫語言一樣，塞-克語的動詞也分完成跟未完成兩種時式。

## 文字
該語言歷史上用過希臘字母、西里爾字母、拉丁字母、格拉哥里字母、阿拉伯字母書寫。目前僅保留西里爾字母和拉丁字母書寫系統。
在塞爾維亞跟波士尼亞與赫塞哥維納，該語並用西里爾字母和拉丁字母，並且兩種字母都得到了官方的認可。但在克羅埃西亞，該語僅用拉丁字母書寫，西里爾字母並不得到官方的認可。
為了保持各民族間利益的平衡，歷史上的南斯拉夫社會主義聯邦共和國成立後曾規定在聯邦內部拉丁字母與西里爾字母具有同等地位。1960年出版發行的塞爾維亞克羅埃西亞語文學語言正字法明確規定：“塞爾維亞克羅埃西亞語的字母為西里爾字母和拉丁字母”；聯邦官方文件由拉丁字母埃化次方言（發音方式）印製。由於塞爾維亞首府貝爾格勒為中央政府所在地，是全聯邦共和國政治和軍事中心，因此塞爾維亞人同時使用這兩種字母。在克羅埃西亞，儘管學校裡的必修科目中也包含用西里爾字母書寫的文學作品，但其大量的出版物及報刊雜誌幾乎不使用西里爾字母。1991年南斯拉夫社會主義共和國解體後， 克羅埃西亞人完全拒絕了西里爾字母。雖然塞爾維亞的多種刊物在聯邦解體初期仍以拉丁字母出版，但隨著前南斯拉夫各共和國相繼獨立，塞爾維亞人也更傾向於保持自己的民族性而更多回歸於西里尔字母。但時至今日，塞爾維亞西里尔字母出版物日漸稀少，西里尔字母網站也遠遠少於拉丁字母網站。据统计大约47%的塞尔维亚公民更倾向于使用拉丁版本的盖伊字母，高于34%的西里尔字母使用者（2012年数据），都市区和年轻人中间更流行拉丁字母。
應該說，年輕一代克羅埃西亞人對西里爾字母是完全陌生的，而拉丁字母作為國際性通用字母對塞爾維亞年輕一代而言卻不陌生。
該語言目前並用的兩套字母體系相互之間有著非常高的對應度。儘管西里爾字母表的「Њ」、「Љ」和「Џ」三個字母在拉丁字母表中使用複合字母，但是由於拉丁字母將這三個複合字母當作字母表的獨立字母，所以該語言的西里爾字母跟拉丁字母全部都是一對一的關係。
| 西里爾字母 | 拉丁字母 |   | 西里爾字母 | 拉丁字母 |
| А          | A        | Н | N          |          |
| Б          | B        | Њ | Nj         |          |
| В          | V        | О | O          |          |
| Г          | G        | П | P          |          |
| Д          | D        | Р | R          |          |
| Ђ          | Đ        | С | S          |          |
| Е          | E        | Т | T          |          |
| Ж          | Ž        | Ћ | Ć          |          |
| З          | Z        | У | U          |          |
| И          | I        | Ф | F          |          |
| Ј          | J        | Х | H          |          |
| К          | K        | Ц | C          |          |
| Л          | L        | Ч | Č          |          |
| Љ          | Lj       | Џ | Dž         |          |
| М          | M        | Ш | Š          |          |

## 塞爾維亞-克羅埃西亞語現狀
「塞爾維亞-克羅埃西亞語」是南斯拉夫官方提出的。隨著南斯拉夫的分裂，塞爾維亞跟克羅埃西亞各自恢復了自己語言的名稱。他們認為塞爾維亞語跟克羅埃西亞語是兩種非常相似但又互相獨立的語言。所以在塞爾維亞，這種語言被稱做塞爾維亞語（Српски језик），而在克羅埃西亞則被稱做克羅埃西亞語（Hrvatski jezik）。
除了塞、克兩國恢復自己語言的名稱以外，前南斯拉夫時代曾經是「塞－克語」標準音所在地的波士尼亞赫塞哥維納也主張他們說的語言是不同於塞語和克語的語言，並自稱自己的語言為「波士尼亞語（Bosanski jezik）」。而在蒙特內哥羅，也有21%的人認為自己母語的名字應該是蒙特內哥羅語（/Crnogorski jezik），而不是塞爾維亞語。
在2017年，来自来自波斯尼亚和黑塞哥维那、克罗地亚、黑山和塞尔维亚的一群知识分子和非政府组织于 2017 年宣布了一份共同语言宣言。该宣言指出，波斯尼亚人、克罗地亚人、黑山人和塞尔维亚人拥有多样化的共同标准语言。

## 例句
| 例句 | 克罗地亚语 | 波士尼亚语 | 塞尔维亚语斯拉夫文字 | 塞尔维亚语拉丁文字 |
| ---- | ---------- | ---------- | -------------------- | ------------------ |
|      |            |            |                      |                    |